# Soualiho Meïté
Soualiho Meïté (* 17. März 1994 in Paris) ist ein französisch-ivorischer Fußballspieler. Der Mittelfeldspieler war Jugendnationalspieler.

## Karriere
Meïté begann im Jahr 2002 beim Amateurverein Gobelins FC mit dem Fußballspielen. 2006 ging er zu CO Vincennes und ein Jahr in die Jugendabteilung der AJ Auxerre. Nach 24 Einsätzen bei AJ Auxerre wechselte er im Januar 2013 zum Ligakonkurrenten OSC Lille, die ihn jedoch sofort wieder zurück zu Auxerre verliehen. Nach einem halben Jahr kehrte er nach Lille zurück. Am 1. Februar 2016 wurde Meïté nach Belgien zur SV Zulte Waregem verliehen. Die Belgier sicherten sich außerdem eine Kaufoption für den Mittelfeldspieler. In eineinhalb Jahren beim Jupiler-Pro-League-Verein kam er in 58 Ligaspielen zum Einsatz, in denen er zwei Treffer erzielte. Mit dem Team gewann er im Jahr 2017 die Coupe de Belgique. Die SV Zulte Waregem nutzte zur Saison 2017/18 die Kaufoption und verkaufte ihn unmittelbar danach an die AS Monaco. Nachdem er sich bei den Monegassen nicht hatte durchsetzen können, wurde Meïté im Januar an Girondins Bordeaux verliehen, für die er in der Rückrunde in allen 19 Ligaspielen zum Einsatz kam.
Am 10. Juli 2018 wechselte Meïté in die italienische Serie A zum FC Turin. Am 26. August 2018, am 2. Spieltag der Saison 2018/19 beim 2:2 im Spiel gegen Inter Mailand, erzielte er sein erstes Tor für den FC Turin.
Am 15. Januar 2021 wechselte Soualiho Meïté auf Leihbasis mit Kaufoption zur AC Mailand, welche nach Ablauf der Vertragslaufzeit nicht gezogen wurde.
2021 ging er zu Benfica Lissabon und wurde 2022 zur US Cremonese ausgeliehen. Im Sommer 2023 folgte die Leihe mit Kaufoption zu PAOK Thessaloniki.